# Nymphaea alba

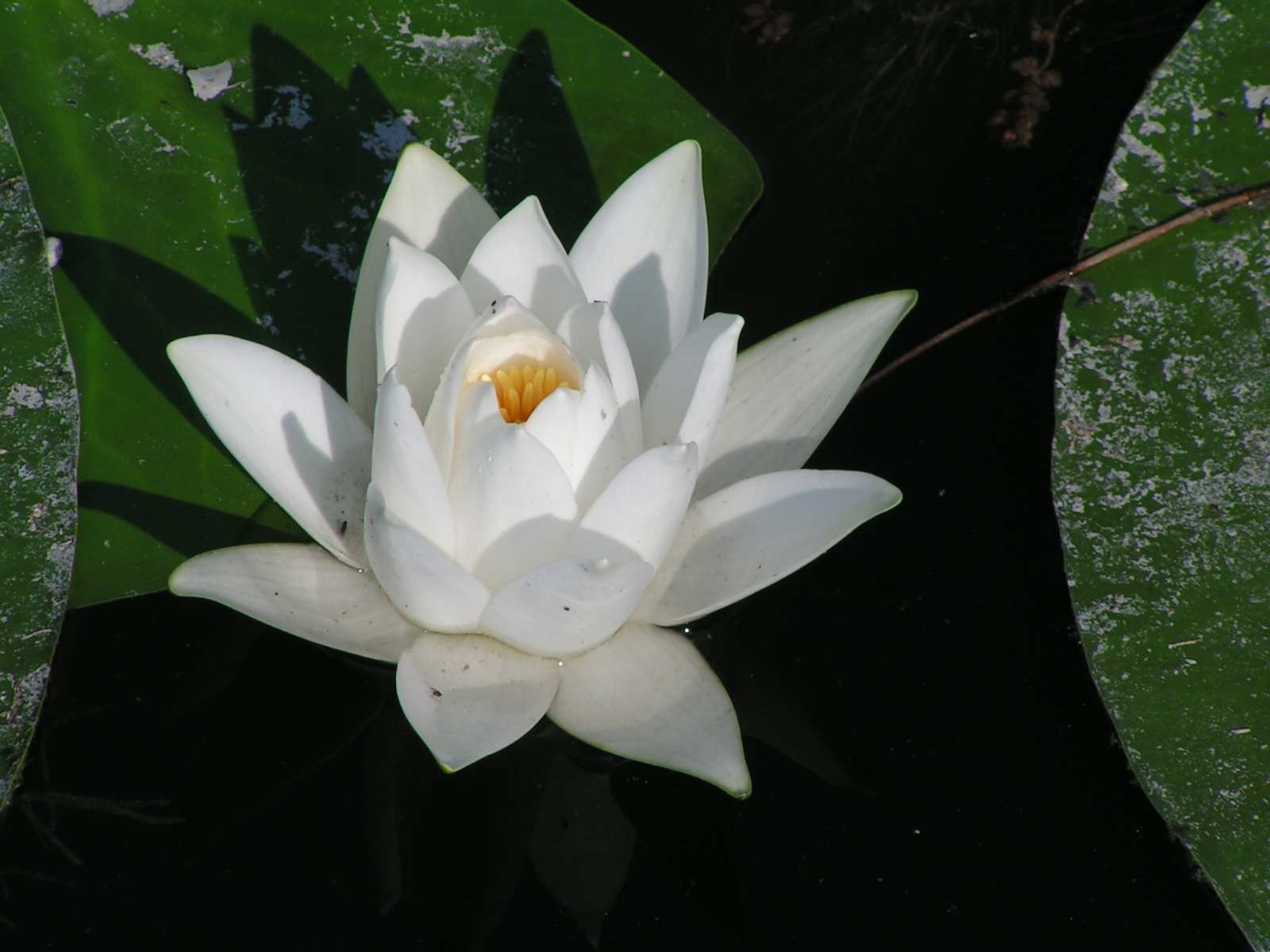
Uma Lotus Branca rumena (Nymphaea alba)

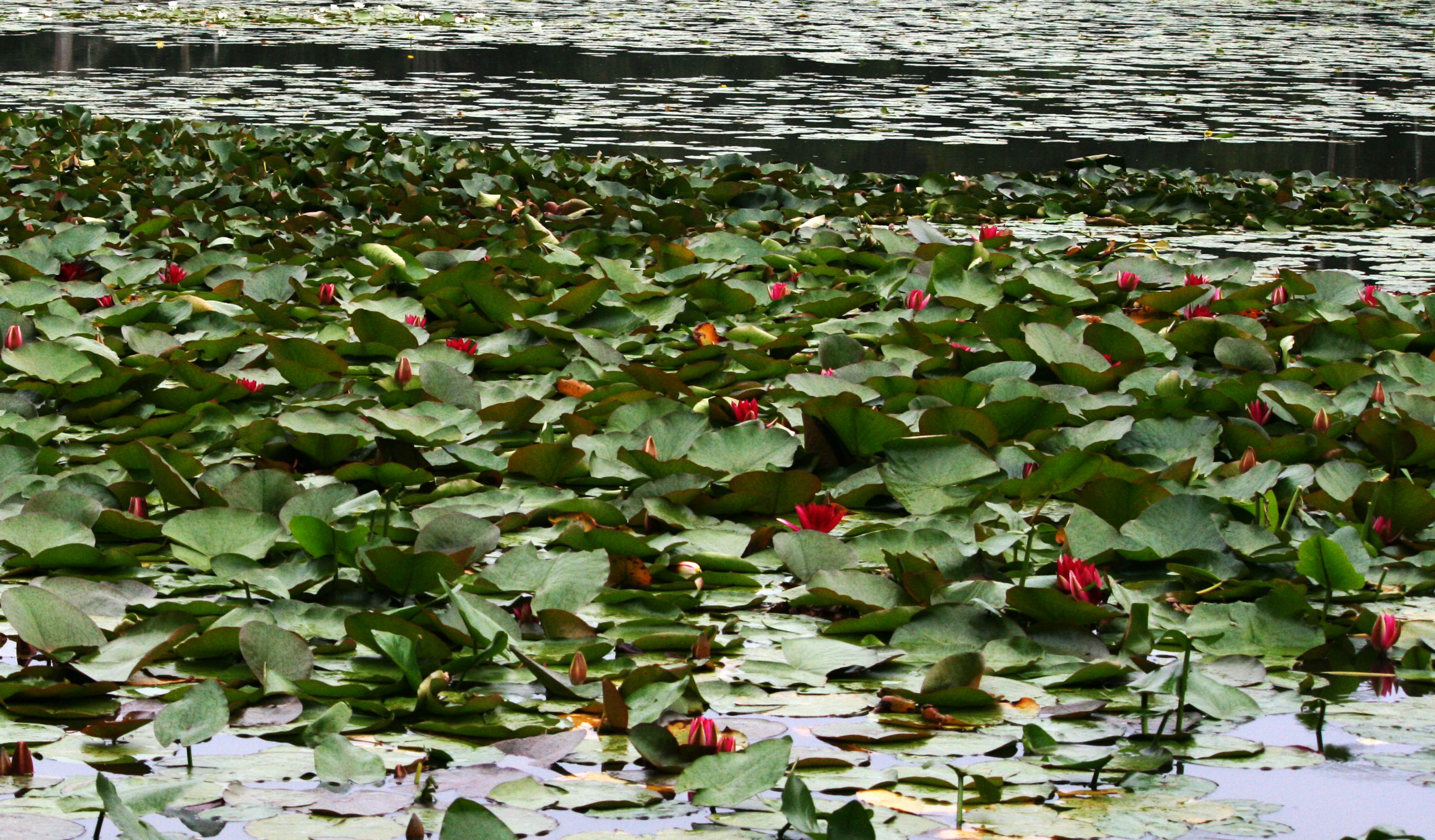
Uma versão vermelha, fotografada na Suecia

O nenúfar-branco (Nymphaea alba), também conhecida como lírio-de-água-europeu e lótus-branco, é uma planta de floração aquática da família Nymphaeaceae.
Ela cresce na água de 30-150 centímetros de profundidade normalmente em grandes lagos ou lagoas.
As folhas podem ser de até trinta centímetros de diâmetro e tomam-se um diferencial de 150 centímetros por planta. As flores são brancas e têm muitos estames pequenos dentro.
É encontrada em toda a Europa, norte da África e Oriente Médio.